# Venustiano Carranza, San Luis Potosí
Venustiano Carranza är en ort i Mexiko.   Den ligger i kommunen Tamuín och delstaten San Luis Potosí, i den centrala delen av landet, 270 km norr om huvudstaden Mexico City. Venustiano Carranza ligger 71 meter över havet och antalet invånare är 229.
Terrängen runt Venustiano Carranza är platt. Runt Venustiano Carranza är det ganska glesbefolkat, med 34 invånare per kvadratkilometer. Närmaste större samhälle är Tamuin, 19,9 km norr om Venustiano Carranza. Omgivningarna runt Venustiano Carranza är en mosaik av jordbruksmark och naturlig växtlighet.